# Nemanja Celic
Nemanja Celic, né le 26 avril 1999 à Linz en Autriche, est un footballeur autrichien qui évolue au poste de milieu défensif au SV Ried.

## Biographie

### Débuts
Né à Linz en Autriche, Nemanja Celic commence sa carrière au FC Juniors OÖ et au LASK Linz. Il joue son premier match avec le LASK le 12 mai 2018 à l'occasion d'une rencontre de championnat face au SK Sturm Graz. Il entre en jeu et son équipe s'impose par trois buts à un.

### WSG Tirol
Le 13 août 2020, Nemanja Celic rejoint le WSG Tirol. Il joue son premier match lors d'une rencontre de coupe d'Autriche contre l'USV St Anna. Il est titulaire et inscrit également son premier but pour le club et en professionnel, participant ainsi à la victoire des siens (3-1). Il est à nouveau titularisé le 13 septembre 2020, lors de la première journée de la saison 2020-2021 face au SV Ried. Cette fois le WSG Tirol s'incline (3-2 score final). Celic devient rapidement un titulaire indiscutable dans cette équipe, où il est apprécié pour son calme, sa qualité de passes et sa puissance dans les duels. Sa saison réussie attire l'intérêt de plusieurs clubs allemands.

### SV Darmstadt
Le 19 juillet 2021, Namanja Celic s'engage en faveur du SV Darmstadt 98. Il signe un contrat courant jusqu'en juin 2024. 
Il joue son premier match sous ses nouvelles couleurs le 6 août 2021, à l'occasion d'une rencontre de coupe d'Allemagne face au TSV 1860 Munich. Il est titularisé et les deux équipes se neutralisent dans le temps réglementaire (1-1) avant que son équipe s'incline finalement après une séance de tirs au but.

### SV Ried
Le 1er septembre 2023, Nemanja Celic rejoint le SV Ried. Il signe un contrat de deux ans, soit jusqu'en juin 2025.

### En équipe nationale
Le 17 novembre 2020, Nemanja Celic joue son premier match avec l'équipe d'Autriche espoirs, face à Andorre. Il entre en jeu en cours de partie, et son équipe s'impose sur le score de quatre buts à zéro.